# Britny Fox (album)
Britny Fox è il primo album dei Britny Fox, uscito il 10 giugno 1988 per l'Etichetta Columbia Records.

## Il disco
Il debut album omonimo, riuscì a ottenere il disco d'oro per le vendite negli USA, grazie alle canzoni melodiche ed orecchiabili in stile pop metal, all'alternanza della voce roca/pulita di Dizzy Dean Davidson e ad un graffiante guitar work]. Tra i classici, la travolgente opener "Girschool" e l'incalzante "Long Way To Love" (i cui singoli e videoclip fecero conoscere la band ai più), la romantica ballad "Save The Weak", la graffiante "Fun In Texas" e la ottima cover degli Slade, "Gudbye T'Jane".

## Tracce
1. Girlschool (Davidson)
2. Long Way To Love (Davidson)
3. Kick'N'Fight (Davidson, Destra)
4. Save The Weak (Davidson)
5. Fun In Texas (Davidson)
6. Rock Revolution (Davidson)
7. Don't Hide (Davidson)
8. Gudbye T' Jane (Holder, Lea) (Slade cover)
9. In America (Davidson, Destra)
10. Hold On (Davidson)

## Formazione
- Dean Davidson: Voce, Chitarra
- Michael Kelly Smith: Chitarra
- Billy Childs: Basso
- Johnny Dee: Batteria

### Membri Esterni
- David Gibbins - sintetizzatori